# Калімпонґ
Калімпонґ (англ. Kalimpong, неп.: कालिम्पोङ) — гірська станція та пізніше місто в Індії, розташоване на крайній півночі штату Західний Бенгал, у східних Гімалаях на висоті близько 1247 м. Місто є адміністративним центром району Калімпонґ, частини округу Дарджилінг. У місті розташована 27 гірська дивізія Індійської армії.
Калімпонґ відомий своїми освітніми установами, багато з яких були засновані ще за часів британського панування. Місто історично було одним з головних транзитних пунктів торговлі між Тибетом та Індією до захоплення Тибету Китаєм та Китайсько-індійської прикордонної війни. Калімпонґ та сусіднє місто Дарджилінг були головними центрами руху за незалежність Горкхаланду з 1980-тих років.
Калімпонґ розташований на березі річки Тіста та є туристичним центром завдяки своєму помірному клімату та близькості до численних туристичних пам'яток регіону. Також тут розвинене рослинництво: його ринок квітів відомий великим числом видів орхідей; питомники району експортують багато бульб гімалайських рослин, що складає значну частину економіки міста. Більша частина населення міста непальського походження, також тут багато мігрантів з інших частин Індії, головною релігією є буддизм. Буддистський монастир Занґ Дхок Палрі Пходанґ містить багату колекцію рукописів тибетських буддистів.